# Иоанникий II (патриарх Сербский)
Патриа́рх Иоанни́кий II (серб. Патријарх Јоаникије II; ум. 3 сентября 1354 года) — архиепископ Сербский с 3 января 1338 года, с 6 апреля 1346 года — патриарх Сербский.

## Биография
Родился в окрестностях Призрена. Служил логофетом при дворе сербского короля Стефана Уроша IV Душана. 3 января 1338 года на Соборе, созванном после смерти Даниила II 19 декабря 1337 года, избран архиепископом Сербским.
В начале 1346 года (вероятно в начале апреля) был возведён в сан патриарха и 16 апреля помазал на царство Стефана Душана и его жену Елену. Благодаря успешной для Душана войны с Византией его власть в тот период распространилась далеко на юг в греческие земли и соответственно в юрисдикцию Сербской церкви вошли многие греческие епархии и гора Афон. Вследствие такой экспансии, а также  в связи с незаконностью его возведения в патриаршее достоинство, Вселенский патриарх Каллист I в 1350 году наложил анафему на Душана, на Иоанникия и на весь клир Сербской церкви (анафема была снята в 1375 г. благодаря усилиям Никодима Тисманского).
Иоанникий построил множество храмов, среди них церковь Святого Илии на горе Кармель и церковь Святого Николая на горе Фавор.
Скончался 16 сентября 1354 года и погребён в Печском патриаршем монастыре.

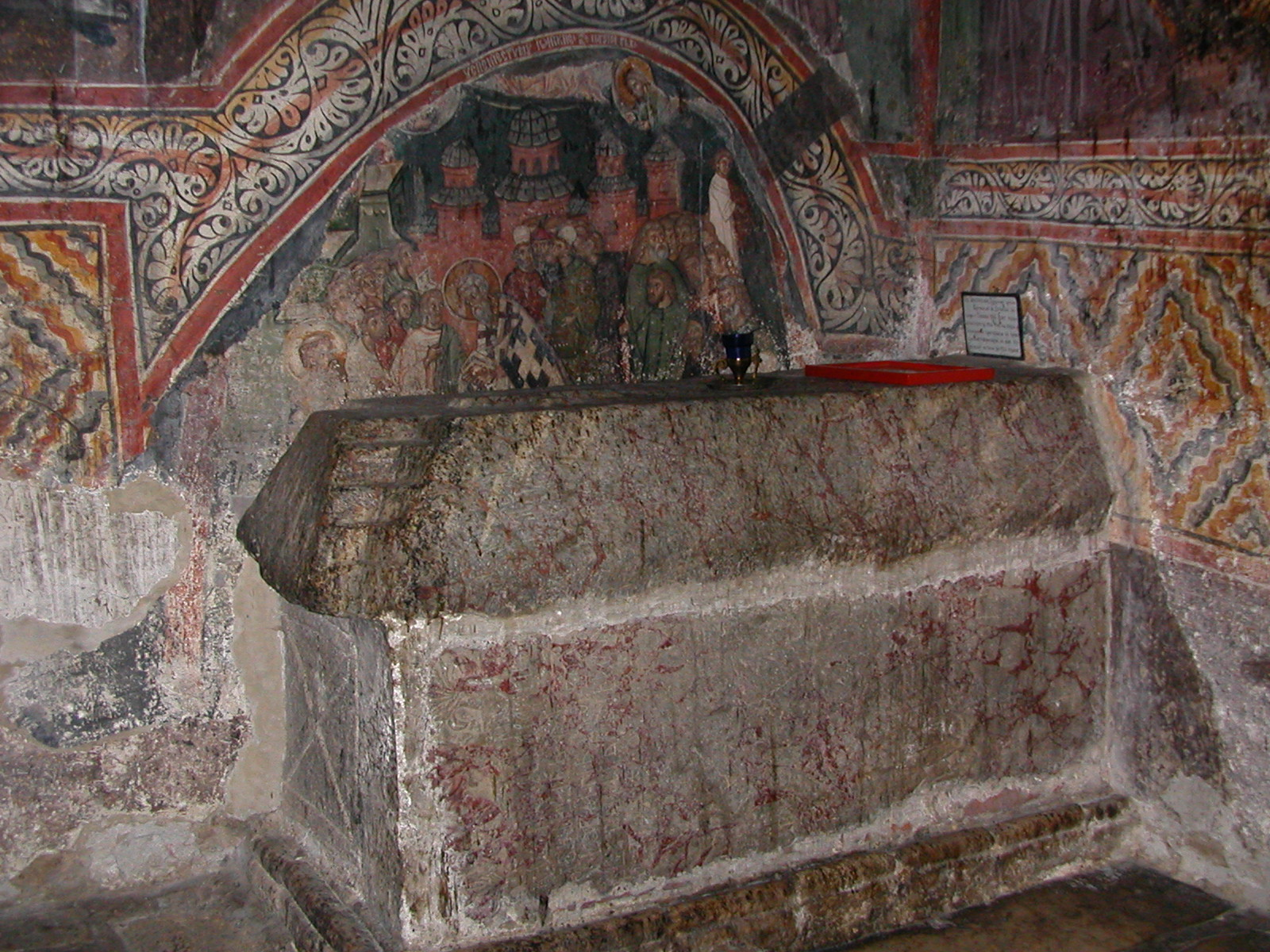
Гробница Иоанникия II в Печском патриаршем монастыре